# Dirk II van Voorne
Dirk II van Zeeland van Voorne (ca. 1170 - 1228) had van zijn oudere broer Hugo (ovl. na 1215), de heerlijkheid Voorne geërfd. Zijn vader was Dirk I van Voorne. De titel van Naaldwijk ging echter naar zijn jongere broer, Bartholomeus van Voorne Van Naaldwijk. Dirk wordt vanaf 1218 vermeld als burggraaf van Zeeland. Hij wordt in een aantal aktes als getuige vermeld.
In 1220 wordt Voorne getroffen door een overstroming. De abdij Ter Doest hielp om de dijken te herstellen en de landerijen weer droog te maken. Als dank schonk Dirk aan de abdt de polder van Middelland. De betreffende akte bevat de zinsnede dat men in nood zijn ware vrienden leert kennen.

## Genealogie
Dirk was mogelijk getrouwd met Alveradis van Cuyk (ca. 1165 - 1230), weduwe van Hendrik IV van Kessel (ca. 1160 - ca. 1200). Het is zeker dat zijn vrouw Alveradis heette. Dirk en Alveradis hadden de volgende kinderen:
- Hendrik van Voorne
- Hugo (ovl. na 2 januari 1254), heer van Heenvliet en zal ook 30 marken per jaar uit Walcheren ontvangen indien hij te weinig inkomsten heeft uit Heenvliet, gehuwd met ene Justine
- Dirk
- Albrecht

Alvaradis had uit haar eerste huwelijk een zoon: Hendrik V van Kessel (ca. 1180 - na 1236).
Van Alvaradis van Cuyck zijn de volgende voorouders bekend:
- (1) Hendrik II van Cuyck van Malsen (ca. 1140 - 1204), heer van Cuyk, stadsgraaf van Utrecht, voogd van Sint-Jan aldaar, kruisvaarder, en van Sophia van Rhenen (ca. 1140 - 1191), erfdochter van Herpen
  - (2) Herman van Cuijk (1100-1170) en een dochter van Otto II van Chiny
  - (2) Dirk van Rhenen (ca. 1110 - 1176), burggraaf van Utrecht, en van een dochter van Hendrik van Bierbeek